# Phare de Rue Point
Le phare de Rue Point est un phare situé au sud de l'Île de Rathlin, dans le Canal du Nord, au large de la côte du comté d'Antrim (Irlande du Nord) et de l'Écosse. Il est géré par les Commissioners of Irish Lights (CIL).

## Histoire
Le premier feu avait été établi en 1915 au bout de Rue point, mais il a été détruit par une tempête en 1917. Le second feu a été déplacé sur la tour du signal de brouillard de 11 m de haut et a été rétabli en 1921. La station a été électrifiée en 1965 et entretenue par le préposé du phare de Rathlin (Est).